# Димен (Добершау-Гаусиг)
Ди́мен или Де́мяны (нем. Diehmen; в.-луж. Demjanyо файле) — деревня в Верхней Лужице, Германия. Входит в состав коммуны Добершау-Гаусиг района Баутцен в земле Саксония. Подчиняется административному округу Дрезден.

## География
Граничит c деревнями Дречин (Drječin, Dretschen) на востоке, Нове-Демяны (Nowe Demjany) на юге, Гуска (Huska, Gaußig) — на северо-западе и Гольца (Holca, Golenz) — на севере.

## История
Впервые упоминается в 1245 году под наименованием Dymin/ Dimin.
С 1973 по 1999 года деревня входила в состав коммуны Гаусиг. С 1999 года входит в состав современной коммуны Добершау-Гаусиг.
В настоящее время деревня входит в состав культурно-территориальной автономии «Лужицкая поселенческая область», на территории которой действуют законодательные акты земель Саксонии и Бранденбурга, содействующие сохранению лужицких языков и культуры лужичан.
Исторические немецкие наименования
- Demen (1433)
- Diemen (1601)
- Thiemen (1746)

## Население
Согласно статистическому сочинению «Dodawki k statisticy a etnografiji łužickich Serbow» Арношта Муки в 1884 году проживало 244 человека (из них — 90 серболужичан (37 %)). С XVI века большинство жителей являются лютеранами.
Официальным языком в населённом пункте, помимо немецкого, является также верхнелужицкий язык.
| 1834 | 1871 | 1884 | 1890 | 1910 | 1925 | 1939 | 1946 | 1950 | 1964 | 2011 |
| ---- | ---- | ---- | ---- | ---- | ---- | ---- | ---- | ---- | ---- | ---- |
| 223  | 252  | 244  | 236  | 344  | 372  | 360  | 427  | 433  | 378  | 230  |